# MicroTCA
MicroTCA (auch: µTCA) steht für Micro Telecommunications Computing Architecture und ist ein von der PICMG verabschiedeter modularer Standard, der den Aufbau von Baugruppenträgern und kompletten Grundsystemen regelt. Die MicroTCA Spezifikation definiert die Anforderungen an ein System, das PICMG AdvancedMCs direkt auf einer Backplane betreibt. Die Spezifikation beschreibt generelle mechanische, elektrische, thermische und managementbetreffende Eigenschaften eines MicroTCA-Systems, die nötig sind, um Module zu unterstützen, die kompatibel zum AdvancedMC-Standard sind.
MicroTCA ist ergänzend zu PICMG3.0 Advanced Telecommunications Computing Architecture (AdvancedTCA). Während AdvancedTCA für hohe Kapazität und Hochleistungsanwendungen designt wurde, ist MicroTCA auf kostensensible, physikalisch kleinere Anwendungen mit geringerer Kapazität, Leistung und möglicherweise weniger strikten Verfügbarkeitsanforderungen fokussiert. MicroTCA bewahrt sich viele der wichtigen Philosophien von AdvancedTCA, inklusive der grundlegenden Verbindungstopologien und Managementstrukturen.

## Überblick

### Historie
MicroTCA wurde aus dem Bedarf heraus entwickelt, eine High-Speed-Systemplattform zur Verfügung zu haben, die sowohl den hohen Ansprüchen der Telekommunikationsbranche als auch den weniger anspruchsvollen Bedürfnissen der Industrie zu genügen. Hierzu wurden die Advanced Mezzanine Cards (AdvancedMCs), welche für die Telekommunikationsplattform AdvancedTCA entwickelt wurden, direkt auf eine Backplane gesteckt. Dadurch können hohe Kosteneinsparungen im Bereich von Mechanik, Elektronik und Managementkomponenten erzielt werden und dennoch die Vorteile der hohen Datenraten, Redundanz und Modularität genutzt werden.

### Marktpositionierung
Im Telekommunikationsbereich positioniert sich MicroTCA durch einige Beschränkungen sowohl in der Anzahl der Module als auch in der Topologie im mittleren Bandbreitenbereich. MicroTCA Systeme mit geringer Bandbreite können als Arbeitsgruppenrouter oder WLAN-Basestations verwendet werden, während Systeme mit hoher Bandbreite beispielsweise als DSL-Zugangspunkte (DSLAMs) verwendet werden können.

### Modularität
MicroTCA erlaubt eine Vielzahl von Möglichkeiten bezüglich der Modularität. Die Systeme können in den unterschiedlichsten Komplexitätsstufen konzipiert werden. Der Vorteil eines modularen Aufbaus der Systeme liegt in der einfachen Austauschbarkeit von Komponenten, was dank des umfangreichen Managements sogar bei laufendem Betrieb möglich ist. So kann beispielsweise ein defekter Lüfter durch den Austausch der entsprechenden Lüfterkassette ersetzt werden, ohne dass das System heruntergefahren werden muss. Dies trägt zu einem reibungslosen Betrieb und einer hohen Zuverlässigkeit der Systeme bei. Dies ist vor allem für Telekomanwendungen unabdingbar, da diese Systeme ständig verfügbar sein müssen. 

### Komponenten
Ein MicroTCA System besitzt einige unterschiedliche Komponenten, die ins System eingesteckt werden können. Zum einen können bis zu zwölf AdvancedMCs im System integriert werden. Weiterhin können bis zu vier Power Modules, die für redundanten Betrieb ausgelegt sind, integriert werden. Zudem werden in ein System eine oder zwei Cooling Units (Lüfterkassetten) integriert. Alle austauschbaren Komponenten werden "Field Replaceable Units" (FRUs) genannt.

## Systemkonzepte

### MicroTCA Pico
Die MicroTCA Spezifikation erlaubt mehrere Konzepte zur Realisierung eines Systems. Als kleinste Einheit, die dem MicroTCA-Standard entspricht, ist der MicroTCA Pico. Der Pico ist meist eine Unterbaugruppe einer größeren Anwendung. Die äußeren Abmessungen sind nicht vorgeschrieben und sind meist nicht größer als der Baugruppenträger selbst. Die Anwendungen, welche auf einem Pico basieren erfordern zumeist nur geringe Leistung, weshalb meist nur wenige Slots im System vorhanden sind.

### MicroTCA Cube
Eine weitere Bauform, die von der MicroTCA Spezifikation definiert wird, ist der MicroTCA Cube. Dieser besitzt näherungsweise die Form eines Würfels (engl. "Cube"). Durch die vorgegebene Tiefe des Kartenkorbes hat der Würfel eine Kantenlänge von ca. 200 mm. Ein MicroTCA Cube ist ähnlich einem Pico meist nur ein Teil einer größeren Baugruppe. Im Gegensatz zum Pico ist der Cube aber häufig größer als der Kartenkorb an sich. Der Cube hat zusätzlichen Platz für MCHs und PMs, die unter Umständen steckbar, und dadurch modular aufbaubar sind. Häufig werden auch schon die CUs in den Cube integriert, wodurch er als komplett eigenständiges System verwendet werden kann. Diese Cubes sind besonders gebräuchlich als Testsysteme für Kartenentwickler oder Systemintegratoren.

### MicroTCA Shelf
Das größte und gebräuchlichste System ist der sogenannte MicroTCA Shelf. Dies ist ein Grundsystem mit einer Breite von in diesem Marktsegment üblichen 19 Zoll. Damit können Karten mit einer Gesamtbreite von 84 TE integriert werden. Der Shelf beinhaltet meist zwei MCHs, zwei Power Modules und zwei Cooling Units. Hierbei werden die Cooling Units unter bzw. über dem Kartenkorb angebracht, MCHs und Power Modules befinden sich im Kartenkorb. Die häufigste Größe der einsteckbaren Module (AdvancedMCs, MCHs und Power Modules) haben die Größe "Single Module, Full Size". Dies bedeutet eine Höhe von ca. 75 mm und eine Breite von 6 TE. Durch die Integration von zwei MCHs und zwei Power Modules bleiben somit 60 TE übrig, welche für die AdvancedMCs verwendet werden können. Damit können acht "Full Size" Module (6 TE) und vier "Compact Size" Module (3 TE) integriert werden, wobei zwei nebeneinander befindliche "Compact Size" Slots auch für ein "Full Size" AdvancedMC verwendet werden kann.

## Kühlung
Die Kühlung in einem MicroTCA System ist sehr wichtig, da die Leistungsdichte im System sehr hoch ist. Ein Modul (AdvancedMC, MCH oder Power Module) mit der Größe "Double Module, Full Size" kann bis zu 80 Watt Abwärme erzeugen. Damit kann ein Shelf bis zu 14 mal 80 Watt = 1120 Watt an Abwärme produzieren.

## Management
Das Management in einem MicroTCA System ist sehr umfangreich. Es gibt eine zentrale Managementinstanz im System, der MicroTCA Carrier Hub (MCH). Dieser ist über einen sternförmigen IPMI-Bus mit allen AdvancedMCs und über einen redundanten IPMI-Bus mit den restlichen Komponenten verbunden. Der MCH aktiviert und deaktiviert alle Komponenten und deren Ports.

### Features
Das Management des MicroTCA Systems ist durch das Protokoll IPMI sehr umfangreich und unterstützt zahlreiche Features. Über diesen Bus werden Temperaturen im System und auf den Modulen abgefragt, Lüftergeschwindigkeiten überprüft und nachgeregelt. Vor allem ist aber das Hot-Swap eine wichtige Funktion, um einen reibungslosen Austausch der Komponenten während des Betriebs zu ermöglichen. Hierdurch werden die Ruhezeiten des Systems minimiert, wodurch Applikationen und Services ständig Verfügbar sind. Weiterhin unterstützt das Management auch das elektronische Keying (E-Keying). Dies ist eine Funktion, die es ermöglicht, die Kompatibilität der Module vor Inbetriebnahme abzufragen und je nach dem das Modul daraufhin zu ganz, teilweise oder überhaupt nicht zu aktivieren. Beispielsweise werden Module, deren Betriebsspannungen oder Leistung nicht mit dem System kompatibel sind, nicht aktiviert. Module, deren Protokolle auf bestimmten Ports nicht mit den Switching-Funktionen des MCHs kompatibel sind, können sich aktivieren, dürfen aber die betroffenen Ports nicht aktivieren.

### Management Controller
Jedes Modul, das in ein MicroTCA-System integriert wird, und austauschbar ist, muss einen Management Controller besitzen. Die AdvancedMCs müssen einen "Module Management Controller" (MMC) besitzen, die Power Modules, Cooling Units und anwendungsspezifische Module müssen einen "Enhanced Module Management Controller" (EMMC) besitzen. Die Aufgabe dieser Management Controller ist die Kommunikation mit dem Management Controller des MCHs, der "MicroTCA Carrier Management Controller" (MCMC) heißt. Diese Kommunikation ist nötig, um das Hot-Swap und das E-Keying zu unterstützen.

## Verbindungen
Die Backplane ist eine der wichtigsten Komponenten im MicroTCA System. Sie beinhaltet alle Verbindungen zwischen den Komponenten. Hierzu gehören die seriellen High-Speed Ports, die Taktnetzwerke, die Managementverbindungen und die Spannungsversorgung. 

### Ports

Das Bild zeigt die Ports der AdvancedMCs und die zugehörigen Protokolle, die in der MicroTCA-Spezifikation vorgegeben werden. Auf der rechten Seite befinden sich die Fabrics der MCHs, zu denen die Ports verbunden werden. Einige Ports werden nur verbunden, wenn sich ein zweiter (redundanter) MCH im System befindet. PCI Express kann nicht redundant verwendet werden, da hierzu ein zugehöriger Takt benötigt wird. Dieser kann nur von einem MCH zur Verfügung gestellt werden und somit nicht über den zweiten MCH übertragen werden.

Um die benötigten hohen Bandbreiten realisieren zu können, werden die AdvancedMCs über die High-Speed Ports verbunden. Diese bestehen aus zwei differentiellen Paaren, die eine schnelle Übertragung im Bereich mehrerer GBit/s ermöglichen. Die Signalisierung erfolgt über Low Voltage Differential Signaling. Über die Ports werden die Protokolle PCI Express, Serial Rapid IO, (10) Gigabit Ethernet oder Serial Attached SCSI übertragen. Jedes AdvancedMC kann bis zu 21 Ports (Port[0] bis Port[20]) verwenden. Der MicroTCA Standard spezifiziert dabei lediglich die ersten zwölf Ports. Der Rest kann für kundenspezifische Übertragungen oder zur Ausgabe von Signalen auf der Rückseite des Systems verwendet werden.

### Taktnetzwerke
MicroTCA definiert drei Taktnetzwerke (Clock 1, Clock 2 und Clock 3). Die Verbindungen sind unterschiedlich, je nachdem ob das System mit einem redundanten MCH ausgerüstet ist oder nicht. Die Frequenz von Clock 1 und Clock 2 ist je nach Anforderung 8 kHz, 1,544 MHz, 2,048 MHz oder 19,44 MHz. Clock 3 hat eine Frequenz von 100 MHz und kann als Spread Spectrum Clock ausgeführt werden, um Kosten einzusparen.

#### Nicht-redundantes Taktnetzwerk
Wenn nur ein MCH im System integriert wird, so wird das Taktnetzwerk nicht-redundant ausgelegt. Hierbei werden einzelne Punkt-zu-Punkt-Verbindungen zwischen allen Taktanschlüssen der AdvancedMCs und dem MCH ausgeführt. Hierzu hat der MCH 36 Taktanschlüsse, jeweils drei Taktanschlüsse für jedes AdvancedMC.

#### Redundantes Taktnetzwerk
Bei dem redundanten Taktnetzwerk wird der erste Takt jedes AdvancedMCs mit dem ersten Takt des ersten MCHs verbunden. Der dritte Takt der AdvancedMCs wird mit dem ersten Takt des zweiten MCHs verbunden (Redundanz bei Ausfall des ersten MCHs). Der zweite Takt der AdvancedMCs wird mit dem zweiten Takt der beiden MCHs verbunden. Dies wird dadurch ermöglicht, dass das Abschlussnetzwerk so angepasst ist, dass jeder Teilnehmer trotz Verzweigung einen Abschluss von 100 Ohm sieht.
Durch den Anschluss von Clock 1 eines MCHs an Clock 3 der AdvancedMCs kann hier kein PCI Express übertragen werden, da das entsprechende Taktnetzwerk nicht vorhanden ist.

#### Änderung der Spezifikation
Am 15. November 2006 wurde die Revision 2.0 der AdvancedMC.0 Spezifikation (Base Specification) veröffentlicht. In dieser Spezifikation wurden die Taktanschlüsse und deren Bezeichnungen überarbeitet. Es sind zwei weitere Taktnetzwerke hinzugekommen, die an Stelle von Port[16] verwendet werden. Die Bezeichnungen wurden verändert, so dass die Taktnetzwerke nun TCLKA (Clock 1), TCLKB (Clock 2), FCLKA (Clock 3), TCLKC (neu hinzugekommen) und TCLKD (neu hinzugekommen) heißen. Der Buchstabe 'T' vor CLK (=Clock) steht für "Telecom", 'F' steht für "Fabric". Es wird erwartet, dass sich die MicroTCA Spezifikation an die Änderungen anpasst.

### Versorgungsspannungen
In klassischen Bussystemen werden „Powerplanes“, also komplette Kupferlagen, welche an die Versorgungsspannungen angeschlossen sind, in die Backplane integriert. Diese Kupferlagen werden dazu verwendet, um eine einfache Möglichkeit zu bieten, alle Slots und Bauteile mittels Durchkontaktierungen an die Versorgungsspannungen anzubinden. Weiterhin hat die Verwendung von kompletten Kupferlagen den Vorteil, dass diese Kupferlagen elektrische Abschirmungen darstellen, wodurch auch die Impedanz der Leiterbahnen zwischen diesen Lagen gleichmäßig und einfach anzupassen ist. Bei einem MicroTCA-System können die „Powerplanes“ nicht verwendet werden, da zur Überwachung der Kompatibilität der eingesteckten Komponenten das E-Keying verwendet wird. Zur Unterstützung des E-Keyings müssen alle Spannungsversorgungen der eingesteckten Module separat zu- und abschaltbar sein. Im System sind zwei unterschiedliche Spannungspegel verfügbar. Dies ist zum einen „Management Power“, welches den Management Controller der Komponenten mit +3,3 V versorgt, der für die Steuerung des E-Keyings zuständig ist. Weiterhin wird „Payload Power“ verwendet, um die eigentliche Nutzlast des Moduls zu versorgen. Diese +12 V müssen lokal auf die benötigten Spannungspegel konvertiert werden. Durch diese separaten Spannungsversorgungen besitzt jede Komponente zwei Versorgungsnetze, welche von den anderen Komponenten getrennt sein müssen.

### Managementverbindungen
Für das umfangreiche Management in einem MicroTCA System müssen zahlreiche Verbindungen vorhanden sein. Dies sind vorrangig die IPMI Busse, deren Hardware und Datenübertragung dem I²C Bus entspricht. Dies bedeutet, dass jeder IPMI Bus aus einer Daten- („Serial Data“, SDA) und einer Taktleitung („Serial Clock“, SCL) besteht. Jede AdvancedMC wird radial über eine separate IPMI-Verbindung an die beiden MCHs angeschlossen. Dadurch werden zwölf lokale IPMI-Verbindungen (IPMI-L) benötigt. Weiterhin werden die Power Modules und Cooling Units sowie eventuell vorhandene anwendungsspezifische Module über zwei redundante IPMI Verbindungen angebunden. Diese beiden Verbindungen werden IPMI-A und IPMI-B genannt und ergeben zusammen IPMI-0. Durch den möglichen Anschluss der anwendungsspezifischen Module an den IPMI-0 ist die Anzahl der hier vorhandenen Komponenten nicht begrenzt. Deshalb kann IPMI-0 nicht wie die IPMI-L Verbindungen radial geführt werden, sondern wird in einer seriellen Bustopologie angeordnet.
Des Weiteren sind an den Modulen Kontakte vorhanden, die zur Erkennung und Aktivierung nötig sind. Zum einen sind dies die Present Pins PS0# und PS1# sowie ein ENABLE# Pin. Der PS0# Pin zeigt dem Modul an, dass es komplett eingesteckt ist, während PS1# den PMs die Anwesenheit des Moduls signalisiert. Das PM aktiviert daraufhin den ENABLE# Pin und Management Power für diese Komponente. Weiterhin wird ENABLE# verwendet, um einen Reset des Management Controllers auszuführen. Das Power Module selbst besitzt keine PS0#, PS1# und ENABLE# Pins, sondern hat nur einen PS_PM Pin. Dieser Pin hat dieselbe Funktion wie der PS0# Pin und zeigt dem Power Module an, dass es komplett eingesteckt ist und sich somit aktivieren kann.

### Informationsbausteine

#### FRU Information Device
Das FRU Information Device dient zur Speicherung von systemspezifischen Daten. Diese sind unbedingt erforderlich, um Funktionen wie beispielsweise E-Keying zu unterstützen. Es werden Informationen wie Leistung der Power Module, Verbrauch der übrigen Module, Slotanordnung, Portverbindungen und Aktivierungszyklen abgespeichert. Durch die Portverbindungen können die Kommunikationspartner identifiziert und somit die Aktivierung der Treiber gesteuert werden. Für jeden MCH ist ein FRU Information Device vorhanden, das über einen lokalen I²C Bus mit dem MCH verbunden ist.

#### Carrier Locator
Der Carrier Locator dient der Lokalisierung des Systems in einer größeren Anordnung. Hierzu wird ein I²C IO-Expander mit DIP-Schalter verbunden. Dadurch ist es möglich über den I²C Bus die Nummer des Systems abzufragen. Der Carrier Locator ist über denselben I²C Bus an den MCH angeschlossen wie das FRU Information Device.

## Steckverbinder

Neun nebeneinander angebrachte MicroTCA Steckverbinder. Diese sind für zwei MCHs und ein AdvancedMC vorgesehen.

### AdvancedMC- und MCH-Steckverbinder
Der MicroTCA-Steckverbinder, der die Backplane mit den Modulen verbindet, wurde durch die bereits existierenden AdvancedMCs festgelegt. Diese wurden in AdvancedTCA Systemen über eine "Carrier Card" in das System integriert. Die AdvancedMCs verfügen über "Card Edge"-Kontakte, also Goldkontakte, die sich direkt auf der Leiterplatte befinden. Somit wird die Leiterplattenkante direkt in den Gegenstecker eingesteckt. Da das AdvancedMC parallel zur Carrier Card, aber senkrecht auf die Backplane gesteckt wird, muss für MicroTCA ein neuer, kompatibler Steckverbinder entwickelt werden. Der Steckverbinder hat 170 Kontakte, jeweils 85 auf beiden Seiten der Leiterplatte. 
Es sind drei Arten von MicroTCA Steckverbindern am Markt erhältlich. Es gibt einen SMT Steckverbinder, der auf die Oberfläche der Leiterplatte gelötet wird. Des Weiteren gibt es einen Compression Mount Steckverbinder, der lediglich angeschraubt wird. Dabei wird über die Federkontakte des Steckers eine Verbindung zur Leiterplatte hergestellt. Der dritte Steckverbinder ist ein Einpressstecker.
Für die Einheitlichkeit wird der MCH über denselben Steckverbinder auf die Backplane gesteckt. Allerdings benötigt der MCH eine Vielzahl an Kontakten, die nicht über einen dieser Stecker geführt werden können. Deshalb werden bis zu vier dieser Steckverbinder direkt nebeneinander auf der Backplane angebracht, um alle Verbindungen eines MCHs auf die Backplane zu führen.

### Power Steckverbinder
Der Steckverbinder für die Power-Module benötigt einerseits Hochstromkontakte zur Versorgung der Module im System und andererseits Signalkontakte für die Managementfunktionen. Hierzu wurde ein eigener Steckverbinder entwickelt, der über 24 Hochstromkontakte und 72 Signalkontakte verfügt.